# Northmoor, Missouri
Northmoor är en ort i Platte County i delstaten Missouri, USA.